# Benyllus satageus
Benyllus satageus là một loài tò vò trong họ Ichneumonidae.